# فرد بولاك
فرد بولاك (بالهولندية: Fred Polak)‏ هو عالم اجتماع وسياسي هولندي، ولد في 21 مايو 1907 في أمستردام في هولندا، وتوفي في 17 سبتمبر 1985. حزبياً، نشط في حزب العمل. وقد انتخب عضو مجلس الشيوخ في هولندا.